# Antonín Puč
Antonín Puč, surnommé Toni  (né le 16 mai 1907 en Tchécoslovaquie et mort le 18 avril 1988) était un joueur de football tchécoslovaque.

## Biographie
International tchécoslovaque, il a effectué la plus grande partie de sa carrière au SK Slavia Prague.
Avec 34 buts, il reste à jamais le meilleur buteur de l'histoire de la sélection tchécoslovaque. Il a été dépassé par Jan Koller (55 buts) mais celui-ci a inscrit la totalité de ses buts sous le maillot de la République tchèque.

## Palmarès
- 60 sélections pour 34 buts (Équipe de Tchécoslovaquie)
- Finaliste de la Coupe du monde 1934 (Équipe de Tchécoslovaquie)